# Oligonychus sayedi
Oligonychus sayedi är en spindeldjursart som beskrevs av Zaher, Gomaa och El-Enany 1982. Oligonychus sayedi ingår i släktet Oligonychus och familjen Tetranychidae. Inga underarter finns listade i Catalogue of Life.